# Goldington
Goldington är en stadsdel i Bedford, i kommunen Borough of Bedford, i grevskapet Bedfordshire i England. Stadsdelen hade 9 796 invånare år 2021. Goldington var en civil parish fram till 1934 när blev den en del av Bedford, Ravensden och Renhold. Civil parish hade 1 440 invånare år 1931. Byn nämndes i Domedagsboken (Domesday Book) år 1086, och kallades då Goldentone.